# Хмельницкая летопись
Хмельницкая летопись (укр. Хмільницький літопис) — памятник украинской историографии первой половины XVII века. Один из городских летописцев Подолья.
Летопись составлена неизвестным лицом, происходившим, вероятно, из подольского города Хмельник. Автор летописи фиксировал исторические события на Правобережье, в частности в Хмельнике, в 1636—1650 годах, а также факты повседневной жизни. Описал в хронологическом порядке казацкие восстания 1636—1638 годов под предводительством Павлюка и Карпа Скидана, первые годы войны Богдана Хмельницкого: битвы под Желтыми Водами, Корсунем и Пилявцами, поражения польского войска на Подолье, победы Максима Кривоноса у Немирова, Бердичева, Тульчина, вторжение татар и т. д.